# Svitlana Serbina
Svitlana Serbina, née le 2 mai 1980 à Zaporijia, est une plongeuse ukrainienne.

## Palmarès
- Championnats du monde
  - Perth 1998
    -  Médaille d'or en plongeon synchronisé à 10 mètres avec Olena Zhupina

- Championnats d'Europe
  - Séville 1997
    -  Médaille de bronze en plongeon à 10 mètres